# جل-اریق (شهرستان کمین)
جل-اریق (به لاتین: Jel-Aryk) یک منطقهٔ مسکونی در قرقیزستان است که در شهرستان کمین واقع شده‌است. جل-اریق ۲۸۱ نفر جمعیت دارد و ۱٬۲۲۷ متر بالاتر از سطح دریا واقع شده‌است.